# Jarvis Cocker

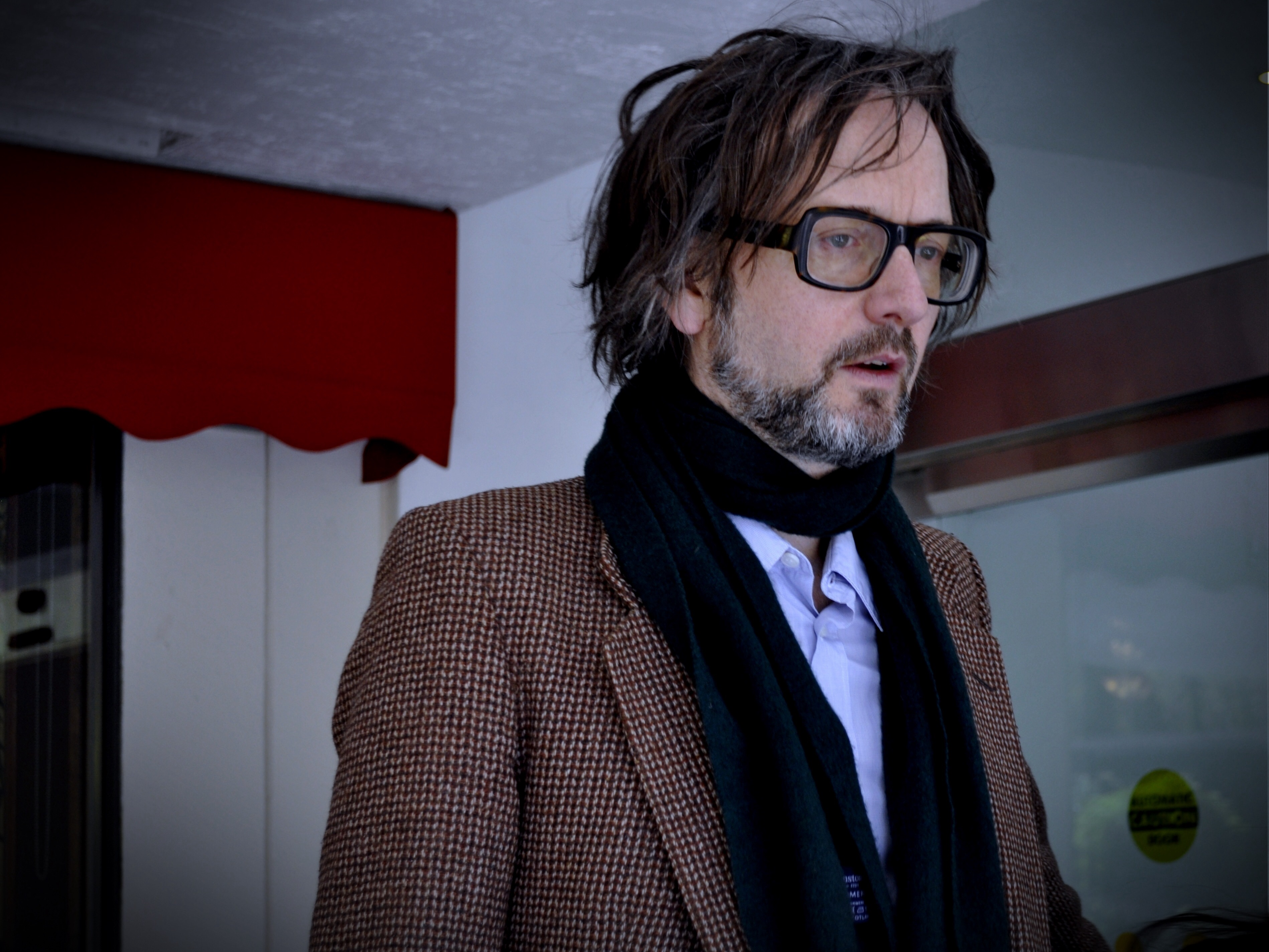
Jarvis Cocker (2012)

Jarvis Branson Cocker (* 19. September 1963 in Sheffield) ist ein britischer Musiker. Bekannt wurde er als Frontmann der Band Pulp.

## Werdegang
Jarvis Cocker wuchs mit seiner Schwester Saskia bei seiner Mutter in Sheffield auf. Sein Vater spielte kurzzeitig in der Band des ebenfalls aus Sheffield stammenden Joe Cocker. Nachdem dieses Engagement beendet war, verließ der Vater die Familie, um nach Australien zu gehen, wo er sich als Bruder von Joe Cocker ausgab und eine Radiosendung übernahm. Die Tatsache, dass Jarvis Cocker daraufhin allein unter Frauen aufwuchs, hat ihn nach eigener Aussage stark geprägt. 
Ende der 1970er Jahre gründete Cocker mit einigen Freunden die Band Pulp. Anfangs wechselte die Besetzung häufig, selten spielte die Band zweimal hintereinander in exakt gleicher Formation. Nach einigen Auftritten, unter anderem 1981 in der Sendung des britischen Radiomoderators John Peel, veröffentlichten Pulp 1983 ihr erstes Album „It“, allerdings ohne kommerziellen Erfolg.
In der Folgezeit schlug sich Jarvis Cocker mit Nebenjobs durch und die Band spielte in unregelmäßigen Abständen und Besetzungen einige Konzerte. Auf dem zweiten Album „Freaks“ von 1986 war Jarvis das einzig verbliebene Gründungsmitglied der Band. 
Während der Verleihung der BRIT Awards 1996 protestierte Cocker auf der Bühne gegen den Auftritt von Michael Jackson. Während Jackson das Lied Earth Song sang, betrat Cocker die Bühne, ging in die Mitte und sah ins Publikum. Der gesamte Vorfall dauerte nur eine Minute. Mehrere Mitglieder des Sicherheitspersonals versuchten, ihn von der Bühne zu holen, was aber nicht gelang. Nach der Show wurde Jarvis Cocker unter dem Vorwurf der Körperverletzung festgenommen, obwohl er während der gesamten Aktion niemanden berührt hatte. Michael Jacksons Plattenfirma Epic griff Cocker am nächsten Tag öffentlich an. 
Seit dem 2002 veröffentlichten Greatest-Hits-Album befinden sich Pulp in einer kreativen Schaffenspause. Seit dieser Zeit lebt Cocker teilweise in Paris, um Zeit mit seinem Sohn aus der Ehe mit Camille Bidault-Waddington zu verbringen. 2003 veröffentlichte Cocker unter dem Pseudonym Darren Spooner ein Album mit seiner Band Relaxed Muscl. In den kommenden Jahren arbeitete er als Songschreiber für Marianne Faithfull, Charlotte Gainsbourg und Nancy Sinatra.
Im Film Harry Potter und der Feuerkelch spielt Cocker den Sänger der auf dem Tanzball auftretenden Band. Die vorgetragenen Titel stammen von ihm und sind im Soundtrack-Album enthalten.
2006 veröffentlichte Jarvis Cocker sein erstes Soloalbum, welches schlicht „Jarvis“ heißt. Die erste Singleauskopplung war „Running the World“. Produziert wurde das Album von Sam Lockwood und John Watson. Letzterer half Cocker beim Schreiben der Songtexte.
Jarvis Cockers zweites Album mit dem Titel Further Complications erschien 2009; es wurde von Steve Albini produziert.
Cocker tritt als Gastgeber der Show „Jarvis Cocker’s Sunday Service“ auf BBC 6 auf.
2017 veröffentlichten Cocker und der kanadische Pianist Chilly Gonzales die CD Room 29, einen Liederzyklus, der sich mit Geschichten rund um das Chateau Marmont Hotel und mit den Anfängen der Traumfabrik Hollywood auseinandersetzt. Cocker steuerte die Texte, Gonzales die Musik bei.
Im gleichen Jahr schloss Cocker einen Vertrag über 100.000 Pfund mit Penguin Books ab. Gegenstand des Vertrags ist ein Buch mit biografischen Texten, Essays, Illustrationen und Fotos, das Ende 2020 herauskommen soll.
2019 veröffentlichte Cocker mit einer neuen Band namens „Jarv Is“ die Single Must I Evolve?
Am Ende desselben Jahres setzten sich Brexit-Kritiker im Rahmen einer Grassroots-Kampagne dafür ein, eine Fassung des Songs „Running the World“ an die Spitze der britischen Weihnachts-Charts zu setzen. Die Version, die Cocker mit dem Kaiser Quartett aufgenommen hatte, schaffte es jedoch nur bis Platz 48 der britischen Charts.

## Diskografie

### Studioalben

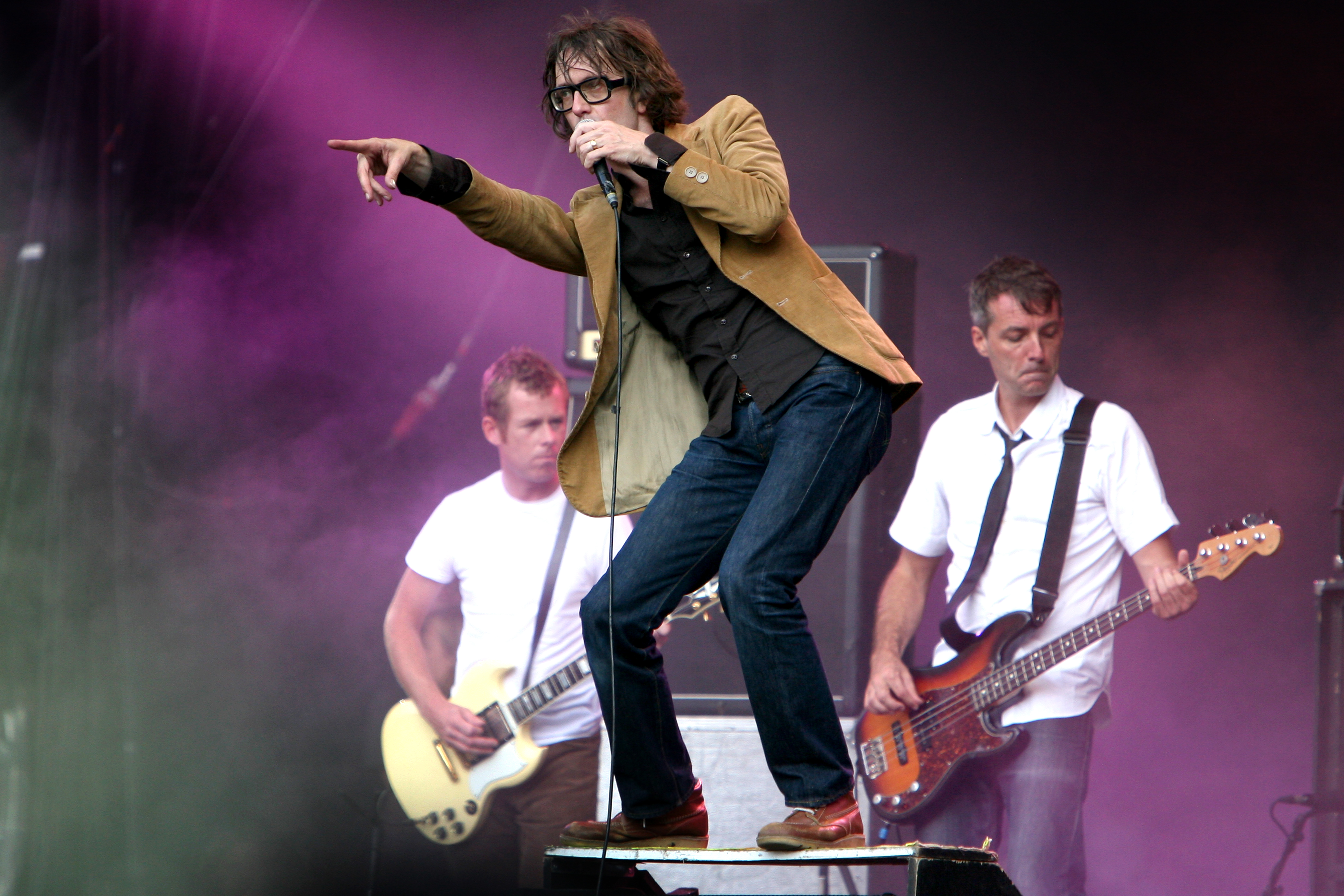
Jarvis Cocker beim Rock en Seine 2007

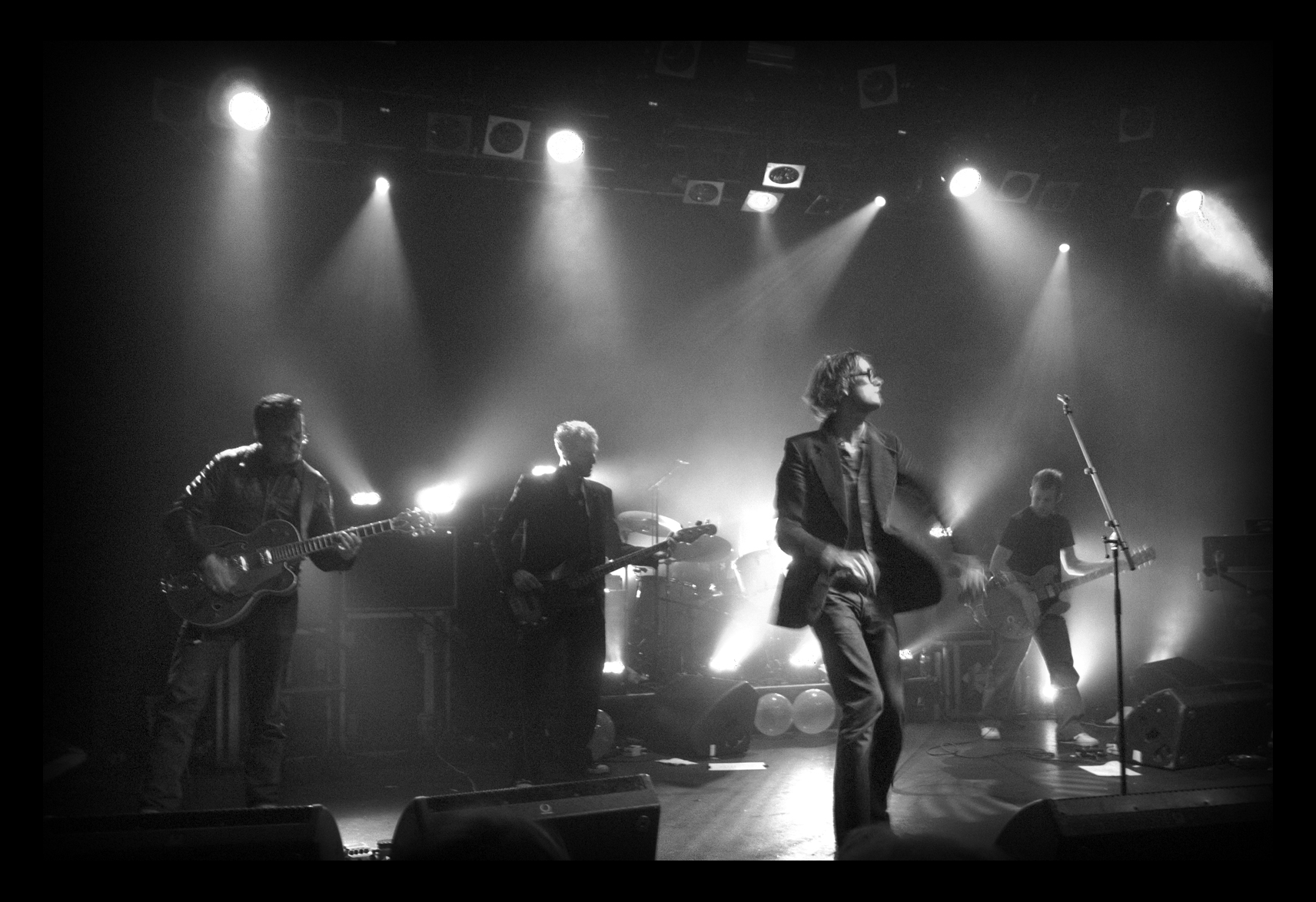
Jarvis Cocker bei einem Konzert 2006

| Jahr | Titel Musiklabel                          | Höchstplatzierung, Gesamtwochen, AuszeichnungChartplatzierungen (Jahr, Titel, Musiklabel, Platzierungen, Wochen, Auszeichnungen, Anmerkungen) | Höchstplatzierung, Gesamtwochen, AuszeichnungChartplatzierungen (Jahr, Titel, Musiklabel, Platzierungen, Wochen, Auszeichnungen, Anmerkungen) | Höchstplatzierung, Gesamtwochen, AuszeichnungChartplatzierungen (Jahr, Titel, Musiklabel, Platzierungen, Wochen, Auszeichnungen, Anmerkungen) | Höchstplatzierung, Gesamtwochen, AuszeichnungChartplatzierungen (Jahr, Titel, Musiklabel, Platzierungen, Wochen, Auszeichnungen, Anmerkungen) | Höchstplatzierung, Gesamtwochen, AuszeichnungChartplatzierungen (Jahr, Titel, Musiklabel, Platzierungen, Wochen, Auszeichnungen, Anmerkungen) | Anmerkungen                                                            |
| Jahr | Titel Musiklabel                          | DE | AT | CH | UK | US | Anmerkungen                                                            |
| ---- | ----------------------------------------- | --- | --- | --- | --- | --- | ---------------------------------------------------------------------- |
| 2003 | A Heavy Nite With... Sanctuary Records    | — | — | — | — | — | Erstveröffentlichung: Oktober 2003 mit Jason Buckle als Relaxed Muscle |
| 2006 | Jarvis Rough Trade Records                | — | — | — | UK37 Silber · (4 Wo.)UK | — | Erstveröffentlichung: 13. November 2006                                |
| 2009 | Further Complications Rough Trade Records | — | — | — | UK19 (2 Wo.)UK | US155 (1 Wo.)US | Erstveröffentlichung: 18. Mai 2009                                     |
| 2017 | Room 29 Deutsche Grammophon               | DE49 (1 Wo.)DE | AT43 (1 Wo.)AT | CH80 (1 Wo.)CH | UK88 (1 Wo.)UK | — | Erstveröffentlichung: 17. März 2017 mit Chilly Gonzales                |
| 2020 | Beyond the Pale Rough Trade Records       | DE85 (1 Wo.)DE | AT28 (2 Wo.)AT | CH55 (2 Wo.)CH | — | — | Erstveröffentlichung: 17. Juli 2020 als Jar Vis                        |
| 2021 | Chansons d'Ennui Tip-Top ABKCO            | — | — | — | — | — | Erstveröffentlichung: 22. Oktober 2021                                 |

### Remixalben
- 2021: Remix Ed (als Jarv Is)

### EPs
- 2016: Likely Stories
- 2020: Suite for Iain & Jane

### Singles
| Jahr | Titel Album                          | Höchstplatzierung, Gesamtwochen, AuszeichnungChartsChartplatzierungen (Jahr, Titel, Album, Platzierungen, Wochen, Auszeichnungen, Anmerkungen) | Anmerkungen                         |
| Jahr | Titel Album                          | UK | Anmerkungen                         |
| ---- | ------------------------------------ | --- | ----------------------------------- |
| 2006 | Running the World Jarvis             | UK36 (2 Wo.)UK | Erstveröffentlichung: Dezember 2006 |
| 2007 | Don't Let Him Waste Your Time Jarvis | UK48 (1 Wo.)UK | Erstveröffentlichung: Januar 2007   |

Weitere Singles
- 2007: Fat Children
- 2008: Temptation (mit Beth Ditto)
- 2009: Angela
- 2009: Further Complications / Girls Like It Too
- 2019: Must I Evolve? (als Jar Vis)
- 2020: Running the World
- 2020: House Music All Night Long
- 2020: Save the Whale
- 2021: Jimmy

### Weitere Veröffentlichungen
- 2006 mit Kid Loco Beitrag zu dem Serge-Gainsbourg-Tributealbum Monsieur Gainsbourg Revisited: I Just Came to Tell You That I’m Going (Original: Je suis venue te dire que je m’en vais)
- 2006 auf seiner Myspace-Seite veröffentlichte er den Track The Cunts Are Still Running the World (später als Hidden Track auf "Jarvis")
- 2007 für das Album Pocket Symphony von Air schrieb er den Text für One Hell of a Party und lieh dem Song seine Stimme

## Publikationen
- Good Pop, Bad Pop: Die Dinge meines Lebens. Kiepenheuer und Witsch Verlag, Köln 2022, ISBN 9783462003840
- Mother, Brother, Lover – Lyrics, übersetzt von Michael Kerkmann. Berlin Verlag in der Piper Verlag GmbH, Berlin 2013, ISBN 978-3-8270-1157-2